# Ga Ratchaprarop (Tuyến đường sắt sân bay)
Ga Ratchaprarop (tiếng Thái: สถานีราชปรารภ) là một ga Tuyến đường sắt sân bay (Bangkok) trên Đường Ratchaprarop và Đường sắt quốc gia Thái Lan Tuyến Đông. Trong tương lai, nó chuyển đổi thành Tuyến Cam tại Ga Ratchaprarop MRT.

## Bố trí ga
| Sân ga    |                                                  |                                                                       |
| Sân ga    |                                                  |                                                                       |
| Sân ga 1  | Tuyến đường sắt sân bay hướng đi Ga Suvarnabhumi |                                                                       |
| Sân ga 2' | Tuyến đường sắt sân bay hướng đi Ga Phaya Thai   |                                                                       |
| Sân ga    |                                                  |                                                                       |
| Phòng chờ | Phòng chờ                                        | Máy bán vé, văn phòng du lịch                                         |
| U2        | -                                                | Lối thoát                                                             |
| Mặt đất   | -                                                | Trạm dừng xe buýt, bãi đậu xe, Đường sắt quốc gia Thái Lan Tuyến Đông |

## Giờ hoạt động
| Đến                            | Dịch vụ đầu                |                            | Dịch vụ cuối               |                            |                            |                            |
| Tuyến Thành phố (mỗi ngày)     | Tuyến Thành phố (mỗi ngày) | Tuyến Thành phố (mỗi ngày) | Tuyến Thành phố (mỗi ngày) | Tuyến Thành phố (mỗi ngày) | Tuyến Thành phố (mỗi ngày) | Tuyến Thành phố (mỗi ngày) |
| ------------------------------ | -------------------------- | -------------------------- | -------------------------- | -------------------------- | -------------------------- | -------------------------- |
| Suvarnabhumi                   | 06.03                      |                            | 00.03                      |                            |                            |                            |
| Phaya Thai                     | 06.26                      |                            | 00.15                      |                            |                            |                            |
| Tuyến Thành phố (cuối tuần)    |                            |                            |                            |                            |                            |                            |
| Suvarnabhumi                   | 06.03                      |                            | 00.03                      |                            |                            |                            |
| Phaya Thai                     | 06.35                      |                            | 00.15                      |                            |                            |                            |
| Tuyến Thành phố (giờ cao điểm) |                            |                            |                            |                            |                            |                            |
| Phaya Thai                     | 07.06                      |                            | 09.06                      |                            |                            |                            |

## Xe buýt liên kết
- Tuyến Ratchaprarop/Din Daeng Triangle 13 14 17 54 62 74 77 204 513 539
- Tuyến Ratchaprarop/Pratunam 13 14 17 54 62 72 74 77 183 204 513
- Tuyến Si Ayutthaya 14 17 62 72 74 77 183 204 513 539